# Neyiči Toyin
Neyiči Toyin (geb. 1557; gest. 1653) war ein Gelugpa-Mönch und Missionar des Lamaismus bei den Ostmongolen. Er stammte aus dem Klan des Ayusi Khan, einem westmongolischen Fürstenhaus des Stammes der Torguten. Seine Vita wurde von Walther Heissig ins Deutsche übersetzt.